# Гътри (окръг, Айова)
Окръг Гътри (на английски: Guthrie County) е окръг в щата Айова, Съединени американски щати. Площта му е 1530 квадратни километра, а населението – 10 689 души (по изчисления за юли 2019 г.). Административен център е град Гътри Сентър.